# Eddie Shore
Edward William Shore (25. listopadu 1902 – 16. března 1985) byl kanadský profesionální hokejový obránce. Byl to hráč Boston Bruins v NHL a dlouhodobý vlastník Springfield Indians v AHL. Je znám pro svou tvrdost a defenzivní schopnosti.
Shore vyhrál čtyřikrát Hart Trophy, což je nejvíce ze všech obránců a patří mu i třetí místo mezi všemi posty, za Waynem Gretzkym a Gordiem Howem. Osmkrát z prvních devíti sezon byl Shore nominován do Utkání hvězd NHL. Stanovil také tehdejší rekord v počtu trestných minut – 165 v jeho druhé sezoně. U příležitosti 100. výročí NHL byl v lednu 2017 vybrán jako jeden ze sta nejlepších hráčů historie ligy.

## Kariéra hráče
Shore hrál za Regina Capitals ve Western Canada Hockey League v roce 1925. Jeho tým skončil na posledním místě a odstoupil ze soutěže. Shore se přestěhoval do týmu Edmonton Eskimos a přesunul se z útoku do obrany.
V roce 1926 WCHL zanikla a Shore odešel do NHL. V první sezoně za Boston Bruins si připsal 12 gólů, 6 asistencí a 130 trestných minut. Shore pomohl Bruins k zisku prvního Stanley Cupu v roce 1929.
V sezoně 1925-26 byli do Bruins vyměněni z Montreal Canadiens hráči Billy Coutu a Sprague Cleghorn. Při jejich prvním tréninku s Bruins se s nimi do kontaktu dostal Eddie Shore. Coutu ho udeřil tělem, trknul ho do hlavy, praštil loktem a snažil se Shora mučit. Coutu si vzal puk a řítil se na Shora, oba hráči se srazili. Shore se udržel a odhodil Coutua. Shorovo ucho bylo skoro odtrhnuto. Ten pak nacházel pouze doktory, kteří mu ho chtěli amputovat, nakonec ale našel jednoho, který mu ho chtěl zašít. Shore nechtěl ucho umrtvit a použil zrcadlo aby viděl, že mu ho doktor opravdu přišívá. Shore tvrdil, že mu Coutu chtěl hokejkou utrhnout ucho a Coutu dostal pokutu 50 dolarů. 24. ledna 1933 Shore při bitce s montrealským Sylviem Manthou omylem praštil hlavního rozhodčího NHL Coopera Smeatona. Dostal pokutu 100 dolarů.
V Bostonu, 12. prosince 1933, Shore ukončil kariéru hvězdy Toronto Maple Leafs Ace Baileyho. Shore udeřil Baileyho na mantinel patrně jako pomstu za úder, který obdržel pár momentů dříve od Kinga Clancyho. Když Bailey doplachtil na mantinel upadl do křečí. Pak se mstil torontský bitkař Red Horner, který Shora uhodil pěstí. Ten pak spadl na hlavu a potřeboval sedm stehů, nebyl ale vážně zraněn. Baileyho odvezli do nemocnice, kde byl čtyři hodiny operován a málem zemřel. Shore dostal trest na 16 zápasů a Baileymu se po zápase omluvil. Ti dva si nakonec potřásli rukou při benefičním zápasu pro Baileyho v Maple Leaf Gardens 14. února 1934.
Shore vyhrál s Bruins další Stanley Cup v roce 1939. Poté ukončil kariéru a koupil si Springfield Indians, hrající AHL. Tým vlastnil a i za něj hrál, to ale pouze v sezoně 1939-40. Nakonec byl přesvědčen k návratu do sestavy Boston Bruins, kde ale hrál jen čtyři zápasy a pak byl vyměněn do New York Americans. Po vypadnutí Americans v play-off odehrál zbytek sezony ve Springfieldu.

## Důchod a Indians
Ačkoli Shore ukončil svou kariéru, hrál ještě další dvě sezony za Springfield Indians. Ti přes 2. světovou válku přerušili své fungování a tak se Shore přemístil se svými svěřenci do Buffala, kde s Buffalo Bisons získali dva Calder Cupy pro vítěze AHL. V roce 1946 Indians pokračovali a vrátil se i Shore.
Jako vlastník týmu byl hádavý a byl obviňován z malého respektu vůči hráčům týmu. V roce 1967 všichni hráči týmu odmítli hrát poté, co vyřadil pozdější hvězdu NHL Billa Whita za "bezvýznamnou hru". Poté, co hráči žádali o vysvětlení, Shore vyloučil dalšího, Briana Kilreu. Alan Eagleson, tehdy nepříliš známy právník a občasný politik se postavil za práva hráčů a začal se Shorem jednat. Boj trval měsíce, přičemž Shore se pak přestal o tým starat. Shore pokračoval ve vlastnictví a v roce 1976 tým prodal.
Za svoje zásluhy lednímu hokeji mu stát Massachusetts věnoval speciální poznávací značku s nápisem "MR HOCKEY".
28. února 1985 jel Shore do nemocnice. Jeho zdraví se významně zhoršilo a 16. března téhož roku ve věku 82 let zemřel.
V roce 1947 byl zvolen do Hokejové síně slávy. Boston Bruins vyřadili jeho číslo 2. Eddie Shore Award je trofej pro nejlepšího obránce AHL. V roce 1998 byl zvolen desátým nejvýznamnějším hráčem historie podle magazínu The Hockey News.

## Trofeje a úspěchy
Stanley Cup – 1929 a 1939

Hart Trophy – 1932-33, 1934-35, 1935-36 a 1937-38

Lester Patrick Award – 1970

Uveden do Hokejové síně slávy v roce 1947

Uveden do Kanadské sportovní síně slávy v roce 1975

Nominován do prvního Týmu hvězd WHL v roce 1926

Nominován sedmkrát do prvního Týmu hvězd NHL

Nominován do druhého Týmu hvězd NHL v roce 1934

Jeho číslo 2 bylo vyřazeno týmem Boston Bruins v roce 1947